# Polisportiva Calcio Ternana 1992-1993
Questa pagina raccoglie le informazioni riguardanti la Polisportiva Calcio Ternana nelle competizioni ufficiali della stagione 1992-1993.

## Stagione
Nella stagione 1992-1993 non si erano ancora spenti i riflettori sull'impresa dei rossoverdi, capaci di ritornare in Serie B dopo ben 13 anni dall'ultima apparizione, che il presidente Rinaldo Gelfusa rinfocolò ulteriormente gli entusiasmi della piazza acquistando giocatori di altissimo valore ( Taglialatela, Maiellaro, Tovalieri,  Evangelisti) con il dichiarato intento di puntare alla massima serie. Ma l'euforia durò poco: il patron rossoverde fu deferito per problemi finanziari e i summenzionati calciatori, che erano stati ingaggiati con l'obiettivo di disputare un torneo di vertice, tornarono alle squadre di appartenenza, poiché nelle casse societarie non c'erano soldi per pagarli.
Prima del campionato in agosto, nella Coppa Italia, i rossoverdi superarono il primo turno in gara unica battendo il Piacenza dopo i calci di rigore, poi nel secondo turno furono sconfitti due volte ed eliminati dal Milan.
Ridimensionati gli iniziali programmi ambiziosi, nel corso della stagione la Ternana dovette fare i conti con un organico assolutamente inadeguato per la categoria che non poté evitare la retrocessione all'ultimo posto, con soli 18 punti ottenuti in 38 partite, senza mai essere realmente in corsa per la lotta salvezza. A nulla valse l'alternanza fra Clagluna e Liguori in panchina: troppo scarsa la cifra tecnica della squadra per sperare di raddrizzare la situazione.
In più, ad ulteriore disdoro di una sciagurata stagione, il 31 luglio 1993 il Consiglio Federale cancellò la società da tutti i campionati per problemi finanziari. Fu costituita la Ternana Football Club e fu iscritta al Campionato Nazionale Dilettanti per la stagione successiva.

## Rosa

Il dodicesimo Roberto Dore allo stadio Liberati

| N. |                   | Ruolo | Calciatore           |
| -- | ----------------- | ----- | -------------------- |
| -  | Italia (bandiera) | D     | Guglielmo Accardi    |
| -  | Italia (bandiera) | D     | Gianluca Atzori      |
| -  | Italia (bandiera) | C     | Riccardo Dell'Armi   |
| -  | Italia (bandiera) | D     | Alessandro Bertoni   |
| -  | Italia (bandiera) | C     | Giorgio Biondelli    |
| -  | Italia (bandiera) | C     | Mauro Boccafresca    |
| -  | Italia (bandiera) | C     | Sandro Cangini       |
| -  | Italia (bandiera) | C     | Claudio Canzian      |
| -  | Italia (bandiera) | D     | Carlo Caramelli      |
| -  | Italia (bandiera) | C     | Giuseppe Carillo     |
| -  | Italia (bandiera) | C     | Gianni Cavezzi       |
| -  | Italia (bandiera) | A     | Gianfranco Cinello   |
| -  | Italia (bandiera) | P     | Paolo Colasanti      |
| -  | Italia (bandiera) | C     | Gianmario Consonni   |
| -  | Italia (bandiera) | D     | Carmine Della Pietra |

| N. |                      | Ruolo | Calciatore          |
| -- | -------------------- | ----- | ------------------- |
| -  | Italia (bandiera)    | A     | Roberto D'Ermilio   |
| -  | Italia (bandiera)    | P     | Roberto Dore        |
| -  | Italia (bandiera)    | D     | Massimiliano Farris |
| -  | Italia (bandiera)    | A     | Francesco Fiori     |
| -  | Italia (bandiera)    | C     | Valerio Gazzani     |
| -  | Argentina (bandiera) | A     | Cesar Ghezzi        |
| -  | Italia (bandiera)    | C     | Alessandro Manni    |
| -  | Italia (bandiera)    | D     | Stefano Papa        |
| -  | Italia (bandiera)    | D     | Mauro Picconi       |
| -  | Italia (bandiera)    | D     | Gianluca Piscaglia  |
| -  | Italia (bandiera)    | D     | Paolo Pochesci      |
| -  | Italia (bandiera)    | P     | Mauro Rosin         |
| -  | Italia (bandiera)    | D     | Dario Rossi         |
| -  | Italia (bandiera)    | D     | Ildebrando Stafico  |
| -  | Italia (bandiera)    | A     | Gino Trotti         |

## Risultati

### Campionato

#### Girone di andata
| Arbitro: | Franceschini (Bari) |

|               |           |             |
| D'Ermilio 55’ | Marcatori | 75’ Zamuner |

| Arbitro: | Merlino (Torre del Greco) |

|                         |           |           |
| Baldieri 23’ Grossi 45’ | Marcatori | 87’ Negri |

| Arbitro: | Bolognino (Milano) |

|  |           |                    |
|  | Marcatori | 7’, 90’ Incocciati |

| Arbitro: | Quartuccio (Torre Annunziata) |

|            |           |           |
| Catena 80’ | Marcatori | 31’ Fiori |

| Terni 4 ottobre 1992 5ª giornata | Ternana                                | 0 – 0 | Monza | Stadio Libero Liberati\| Arbitro: \| Pellegrino (Barcellona Pozzo di Gotto) \| |
| Arbitro:                         | Pellegrino (Barcellona Pozzo di Gotto) |       |       |                                                                                |

| Arbitro: | Braschi (Prato) |

|                                      |           |             |
| Tovalieri 17’, 79’ Cucchi 47’ (rig.) | Marcatori | 44’ Bertoni |

| Arbitro: | Trentalange (Torino) |

|  |           |                                 |
|  | Marcatori | 13’ Bonaldi 36’, 91’ Campilongo |

| Arbitro: | Rosica (Roma) |

|                       |           |  |
| Rastelli 47’ Paci 76’ | Marcatori |  |

| Arbitro: | Fucci (Salerno) |

|                |           |                          |
| Fiori 25’, 74’ | Marcatori | 49’ Lorenzo 82’ Pistella |

| Arbitro: | Borriello (Mantova) |

|                           |           |               |
| De Vitis 83’ Maccoppi 89’ | Marcatori | 15’ D'Ermilio |

| Arbitro: | Collina (Viareggio) |

|  |           |                          |
|  | Marcatori | 31’ Zanoncelli 40’ Zaini |

| Arbitro: | Dinelli (Lucca) |

|                                                                   |           |  |
| Modica 42’ Simonetta 52’ Galderisi 75’ Del Piero 85’ Di Livio 90’ | Marcatori |  |

| Arbitro: | Chiesa (Milano) |

|  |           |             |
|  | Marcatori | 47’ Picasso |

| Andria 6 dicembre 1992 14ª giornata | Fidelis Andria       | 0 – 0 | Ternana | Stadio Comunale\| Arbitro: \| Brignoccoli (Ancona) \| |
| Arbitro:                            | Brignoccoli (Ancona) |       |         |                                                       |

| Arbitro: | Stafoggia (Pesaro) |

|                        |           |  |
| Cavezzi 41’ Farris 73’ | Marcatori |  |

| Arbitro: | Arena (Ercolano) |

|                        |           |  |
| Polidori 42’ Rocco 86’ | Marcatori |  |

| Arbitro: | Franceschini (Bari) |

|                     |           |                              |
| Fiori 5’ Ghezzi 82’ | Marcatori | 34’ Gautieri 46’ Lantignotti |

| Arbitro: | Felicani (Bologna) |

|                         |           |  |
| E. Rossi 33’ C. Pin 64’ | Marcatori |  |

| Arbitro: | Nicchi (Arezzo) |

|                    |           |                              |
| Cinello 64’ (rig.) | Marcatori | 36’ Lombardini 39’ Cristiani |

#### Girone di ritorno
| Arbitro: | Pellegrino (Barcellona Pozzo di Gotto) |

|                            |           |  |
| Nappi 16’, 82’ Brescia 62’ | Marcatori |  |

| Arbitro: | Conocchiari (Macerata) |

|  |           |                |
|  | Marcatori | 20’ Ceramicola |

| Arbitro: | Luci (Firenze) |

|                |           |  |
| Turkyilmaz 77’ | Marcatori |  |

| Arbitro: | Racalbuto (Gallarate) |

|  |           |                   |
|  | Marcatori | 63’ F. Signorelli |

| Arbitro: | Bazzoli (Merano) |

|               |           |  |
| Artistico 21’ | Marcatori |  |

| Arbitro: | Braschi (Prato) |

|                                 |           |            |
| Barollo 54’ Manni 57’ Fiori 71’ | Marcatori | 6’ Alessio |

| Arbitro: | Conocchiari (Macerata) |

|                                         |           |  |
| Di Già 10’ Filippini 22’ Bortoluzzi 28’ | Marcatori |  |

| Arbitro: | Bettin (Padova) |

|                  |           |  |
| Della Pietra 80’ | Marcatori |  |

| Arbitro: | Fucci (Salerno) |

|                 |           |             |
| Bertuccelli 84’ | Marcatori | 53’ Carillo |

| Arbitro: | Merlino (Torre del Greco) |

|  |           |                           |
|  | Marcatori | 55’ De Vitis 80’ Simonini |

| Arbitro: | Racalbuto (Gallarate) |

|                                                       |           |                |
| Bierhoff 53’, 67’ (rig.) Pierleoni 83’ B. Carbone 86’ | Marcatori | 4’ (aut.) Bosi |

| Arbitro: | Dinelli (Lucca) |

|  |           |            |
|  | Marcatori | 47’ Ottoni |

| Arbitro: | Franceschini (Bari) |

|                  |           |           |
| Scienza 43’, 80’ | Marcatori | 60’ Fiori |

| Terni 9 maggio 1993 33ª giornata | Ternana             | 0 – 0 | Fidelis Andria | Stadio Libero Liberati\| Arbitro: \| Borriello (Mantova) \| |
| Arbitro:                         | Borriello (Mantova) |       |                |                                                             |

| Modena 16 maggio 1993 34ª giornata | Modena                                 | 0 – 0 | Ternana | Stadio Alberto Braglia\| Arbitro: \| Pellegrino (Barcellona Pozzo di Gotto) \| |
| Arbitro:                           | Pellegrino (Barcellona Pozzo di Gotto) |       |         |                                                                                |

| Arbitro: | Bolognino (Milano) |

|                            |           |  |
| Fiori 30’, 46’ Carillo 91’ | Marcatori |  |

| Arbitro: | Conocchiari (Macerata) |

|                                           |           |                    |
| Piangerelli 24’ Lantignotti 36’ Lerda 71’ | Marcatori | 80’ Papa 87’ Manni |

| Arbitro: | Rosica (Roma) |

|             |           |                 |
| Canzian 24’ | Marcatori | 55’ Ghirardello |

| Arbitro: | Boriello (Mantova) |

|                                                      |           |  |
| Maspero 16’ Giandebiaggi 36’ Tentoni 48’ Dezotti 77’ | Marcatori |  |

## Coppa Italia
| Arbitro: | Boggi (Salerno) |

|                                   |                      |                                  |
| Ghezzi 115’ (rig.)                | Marcatori            | 113’ (aut.) D. Rossi             |
| Ghezzi D'Ermilio Consonni Gazzani | Tiri di rigore 5 – 3 | Moretti Lucci Di Cintio Fioretti |

| Arbitro: | Luci (Firenze) |

|                                                  |           |  |
| Savicevic 23’ (rig.), 60’ Gullit 51’ Massaro 69’ | Marcatori |  |

| Arbitro: | Rodomonti (Teramo) |

|                             |           |                                                                        |
| Negri 45’ Ghezzi 85’ (rig.) | Marcatori | 20’ Massaro 22’ (aut.) Cavezzi 25’ Savicevic 59’, 77’ Gullit 66’ Evani |